# Zombie Girl
Zombie Girl es un proyecto canadiense de música Electro-Industrial y Rock Industrial que comenzó en 2005. Inicialmente constaba con los miembros Renee Cooper y el productor Sebastian Komor, actualmente el grupo consiste solamente de Cooper, quien usa músicos en los conciertos. Sus temas de canciones están centrados básicamente en Humor Negro y Cine Tipo B al igual que en el Cine de Terror. Zombie Girl también usa el estilo de Rock junto con sus muy comunes estilos de sintetizador, su discografía consiste de 2 EP y un Álbum de Estudio en la productora y disquera Alfa Matrix. En los Estados Unidos, sus discos son vendidos por la disquera Metropolis Records.

## Problemas con su primer álbum de estudio y con Komor
El primer álbum de estudio titulado Blood, Brains & Rock 'N' Roll fue rechazado por 3 diferentes disqueras debido a que la portada de este, contenía tales cosas como manchas y grandes cantidades de sangre y hasta contenía la foto de un cerebro en un plato.
En el número de noviembre de la revista en línea Razorblade Society, Rene dijo que ya no estaba trabajando junto a Komor debido a que este abusaba de ella.

## Apariciones en películas
- Little Big Boy (2010) (como Zombie Girl)[3][4]

## Discografía
- Back from The Death (EP) (2006) Alfa Matrix/Metripolis Records
- Blood, Brains & Rock 'N' Roll (2007) Alfa Matrix/Metropolis Records
- Halloween EP (2009)